# Neunkirchen-lès-Bouzonville
Neunkirchen-lès-Bouzonville (Duits:Neunkirchen bei Busendorf) is een gemeente in het Franse departement Moselle (regio Grand Est) en telt 316 inwoners (2004). De plaats maakt deel uit van het arrondissement Forbach-Boulay-Moselle.

## Geografie
De oppervlakte van Neunkirchen-lès-Bouzonville bedraagt 3,8 km², de bevolkingsdichtheid is 83,2 inwoners per km².
De onderstaande kaart toont de ligging van Neunkirchen-lès-Bouzonville met de belangrijkste infrastructuur en aangrenzende gemeenten.

## Demografie
Onderstaande figuur toont het verloop van het inwonertal (bron: INSEE-tellingen).

Alzing · Anzeling · Berviller-en-Moselle · Bibiche · Bouzonville · Brettnach · Château-Rouge · Chémery-les-Deux · Colmen · Creutzwald · Dalem · Dalstein · Ébersviller · Falck · Filstroff · Freistroff · Guerstling · Hargarten-aux-Mines · Heining-lès-Bouzonville · Hestroff · Menskirch · Merten · Neunkirchen-lès-Bouzonville · Oberdorff · Rémelfang · Rémering · Saint-François-Lacroix · Schwerdorff · Tromborn · Vaudreching · Villing · Vœlfling-lès-Bouzonville
1. ↑  Populations de référence 2022.